# Natalya (lutadora)
Natalie "Nattie" Katherine Neidhart-Wilson (Calgary, 27 de maio de 1982) é uma lutadora de wrestling profissional. Ela atualmente trabalha para a WWE no programa SmackDown, onde é conhecida pelo seu nome de ringue, Natalya.
Neidhart é da terceira geração de wrestlers da família de wrestling Hart. Neidhart começou sua carreira no wrestling profissional  treinando em 2000, na Hart Family Dungeon sobre a orientação de seus tios Ross e Bruce Hart, e tornando-se a única mulher da história a ter se formado a partir da dungeon, sendo assim conhecida como "The Dungeon Diva". Neidhart também treinou em wrestling amador e artes marciais mistas (MMA). Neidhart é a primeira lutadora feminina de terceira geração no mundo.
Em 2003, Neidhart começou a trabalhar para a promoção Hart, Stampede Wrestling, tornando-se posteriormente a campeã inaugural do Stampede Women's Pacific Championship duas vezes em 2005. Em meados de 2004, Neidhart aceitou trabalhar para uma tour na Inglaterra, e em março de 2005 ela viajou por dois meses no Japão. Neidhart também foi coroada a Lutadora Feminina do Ano em 2005. Em outubro de 2007, Neidhart venceu o SuperGrisl Championship pela primeira vez, o perdendo mais tarde no mesmo mês.
Em janeiro de 2007, Neidhart assinou um contrato de desenvolvimento com a World Wrestling Entertainment, onde foi enviada para Deep South Wrestling (DSW), para passar por treinamentos, sendo posteriormente transferida para Florida Championship Wrestling (FCW) em junho de 2007. Ela logo estreou no roster principal em 2008 se alinhando com seu namorado da vida real (agora marido), Tyson Kidd, e seu primo na vida real, David Hart Smith, para formar a Hart Dynasty em 2009. Após a separação da Hart Dynasty em novembro de 2010, Neidhart começou a rivalizar com LayCool (Layla e Michelle McCool) pelo WWE Divas Championship, onde Neidhart o venceu pela primeira vez no Survivor Series em uma dois-contra-um handicap match. Em 2013, Natalya foi caracterizada como um dos principais participantes do elenco do reality show "Total Divas".

## Carreira

### Treinamento e carreira inicial (2000-2007)

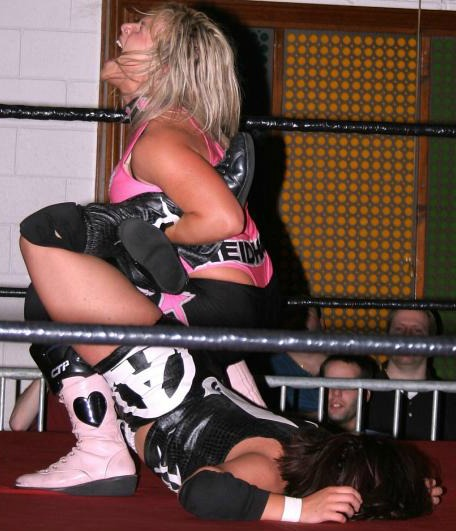
Neidhart aplicando o Sharpshooter em Ariel num show da Shimmer Women Athletes.

Natalya recebeu um treinamento formal de wrestling profissional da infâmia família Hart em sua casa pessoal, a Hart House, mais especificamente de seus tios Ross e Bruce Hart, antes de se tornar a primeira mulher a fazer tal atividade. Em adição a sua carreira profissional, Neidhart também recebeu aulas de wrestling amador e artes marciais mistas. Ela também é a primeira lutadora feminina da terceira geração no mundo.
No final de 2000 e início de 2001, Neidhart serviu como apresentadora e anunciadora de ringue da promoção independente Matrats, controlada por Eric Bischoff. Em 2003, ela começou a trabalhar para a companhia própria da família Hart, a Stampede Wrestling, onde iniciou uma longa rivalidade com Belle Lovitz. A dupla lutou contra si várias vezes, incluindo um combate na Prairie Wrestling Alliance onde Nattie fez dupla com o seu pai, Jim Neidhart, para enfrentar Lovitz e Apocalypse. No entanto, em 2004, ela e Lovitz formaram um tag team e realizaram diversas intergender matches contra The Meyers Brothers bem como Anna e Ma Myers.
Neidhart também começou a lutar cedo no exterior. Em meados de 2004, ela aceitou convites para uma excursão no Reino Unido, e em março de 2005, aceitou lutar durante dois meses em circuitos independentes do Japão; onde usou o nome no ringue de Nadia Hart. Quando ela retornou ao Canadá, rapidamente tornou-se uma personagem heel (vilã), anunciando que "Nasty Nattie" havia nascido. Em 17 de junho de 2005, Anna Marie, Lovitz e Ma Myers em uma fatal fou-way match para tornar-se a primeira vencedora do Stampede Women's Pacific Championship, embora mais tarde foi obrigada a abandoná-lo. Em novembro de 2005, Neidhart machucou o ligamento cruzado enquanto lutava no Japão, tendo sido submetida a uma cirurgia no início de 2006. Ela ficou afastada por seis meses dos ringues durante a sua recuperação.
Em seu retorno, Nattie conquistou o SuperGirls Championship em 8 de outubro de 2006, após derrotar Lisa Moretti em um evento organizado pela divisão canadense da NWA: Extreme Canadian Championship Wrestling (NWA), na Newark, na Califórnia. Ela possuiu o título em suas mãos por 19 dias, antes de perdê-lo para Nicole Matthews no dia 27 de outubro em Surrey, na Colúmbia Britânica. Ainda em 2006, Nattie ingressou na promoção exclusiva para mulheres Shimmer Women Athletes, onde foi derrotada por Sara Del Rey na estreia, mas derrotou a "The Portuguese Princess" Ariel nas gravações do volume 8. No mês seguinte, ela competiu no torneio da Great Canadian Wrestling para determinar a inaugural W.I.L.D. Champion, onde derrotou Sanyah e Aurora para ir a rota final, mas foi derrotada por Sirelda. Ela teve seu último combate para Stampede Wrestling em 26 de janeiro de 2007, depois de ter assinado com a World Wrestling Entertainment (WWE), derrotando Veronika Vice. Durante o show, ela fez um discurso agradecendo aos fans pelo apoio.

### World Wrestling Entertainment / WWE

#### Territórios de desenvolvimento (2007–2008)
Em 5 de janeiro de 2007, Neidhart assinou um contrato com a WWE. Após o acordo, ela foi designada para lutar no primeiro semestre do ano no território de desenvolvimento Deep South Wrestling (DSW), onde competiu contra lutadoras como Kristin Eubanks e Angelina Love. Após o prazo expirar, ela foi transferida para a Florida Championship Wrestling (FCW), e pouco tempo depois para a Ohio Valley Wrestling (OVW), estreando em uma dark match das gravações televisivas de 18 de julho de 2007, onde venceu um battle royal.
Ela estreou na semana seguinte como membro da nova geração da The Hart Foundation, acompanhando seus primos Teddy Hart e David Hart Smith em lutas de duplas. Em setembro, ela e o resto da Hart Foundation foram novamente movidos para a FCW. Inicialmente, Nattie formou uma aliança com Victoria Crawford para rivalizar com as The Bella Twins, mas em 2008, ambas as lutadoras começaram a enfrentar-se entre si, seja em lutas simples ou de duplas. Ela continuou fazendo aparições na FCW até o final de 2008, após estrear na SmackDown, e ajudou TJ Wilson e DH Smith a conquistarem o Campeonato de Tag Team da FCW em 30 de outubro.

#### SmackDown e aliança com Victoria (2008–2009)

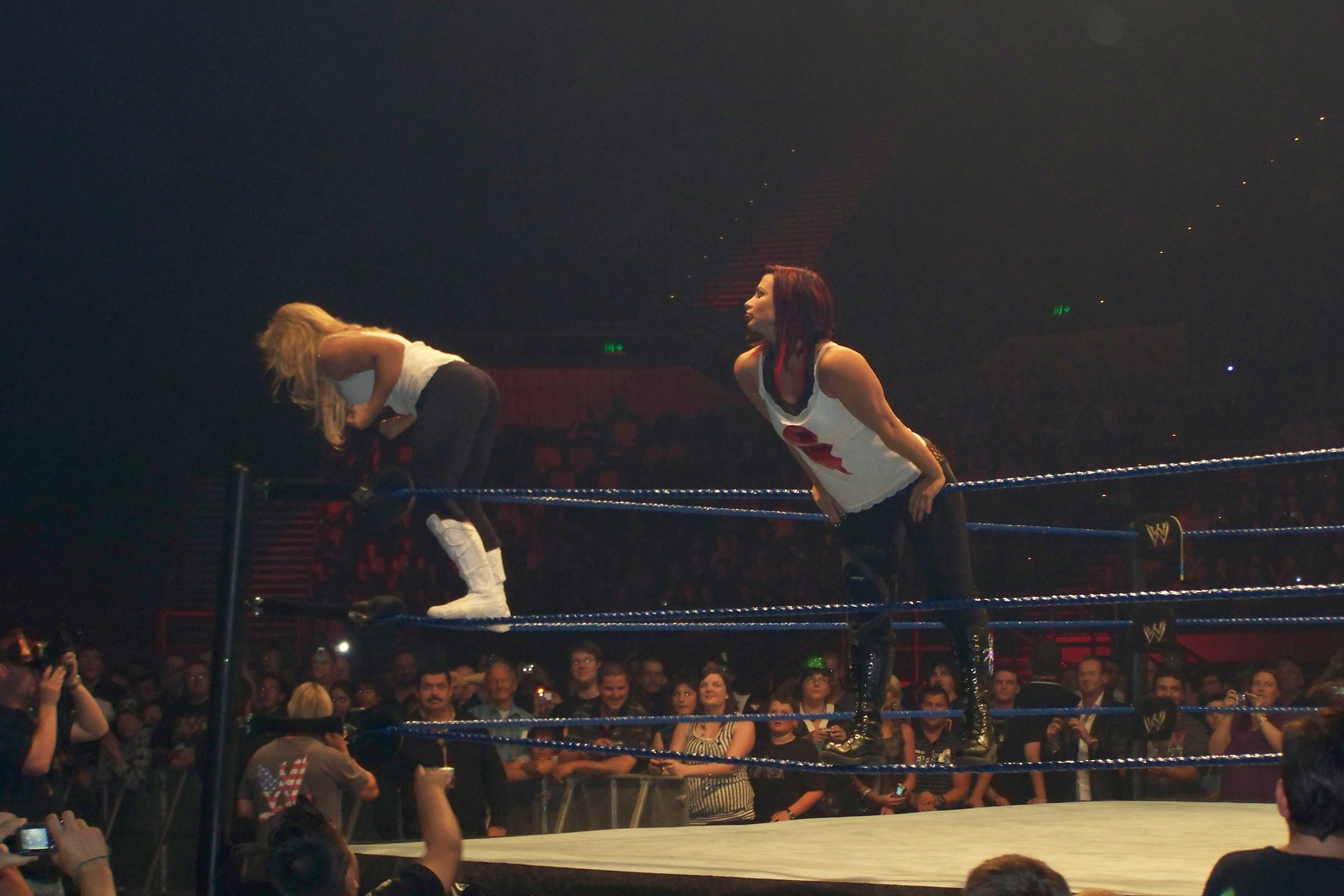
Natalya e Victoria em um evento do SmackDown em 2008.

Ela fez sua estreia na empresa como uma vilã, sobre o nome de Natalya Neidhart (mais tarde encurtado apenas para Natalya) em 4 de abril  de 2008 no SmackDown!, ela apareceu saindo da plateia para ajudar Victoria em um ataque contra Michelle McCool e Cherry. Natalya fez sua estreia televisionada no ringue em 25 de abril no SmackDown!, onde obteve uma vitória contra Cherry depois de um sharpshooter. No Backlash em 28 de abril, Natalya se uniu com Beth Phoenix, Victoria, Jillian Hall, Layla e Melina vencendo Mickie James, Maria, Ashley Massaro, McCool, Cherry e Kelly Kelly. Em 2 de maio no SmackDown!, Natalya se uniu com Victoria, onde derrotou Michelle McCool e Cherry após Natalya pinar McCool depois de uma interferência de Victoria.
Quando a General Manager do SmackDown Vickie Guerrero anunciou a criação do WWE Divas Championship em 6 de junho, Natalya foi a primeira Diva a se qualificar para o campeonato. Em 9 de maio no SmackDown!, Natalya acompanhada de Victoria derrotou Kelly Kelly da ECW. Em 27 de junho ainda no SmackDown!, Natalya se uniu com Victoria e Maryse para derrotar Michelle McCool, Cherry e Kelly Kelly. No The Great American Bash em 20 de julho Natalya lutou contra Michelle para determinar a primeira campeã do Divas Title, mas falhou ao tentar capturá-lo. Em 18 de julho no SmackDown!, Natalya ganhou outra vez de Cherry. Em 15 de agosto, Natalya se uniu com Maryse onde derrotaram McCool e Maria. Em 29 de agosto no SmackDown!, Natalya e Maryse novamente voltaram a derrotar Maria e Michelle.
Natalya entrou em uma feud com Brie Bella. Em 26 de setembro no SmackDown, Natalya uniu-se com Victoria numa match contra Marie e Brie Bella, mas foram derrotadas. Em 10 de outubro no SmackDown, Natalya que estava acompanhada de Victoria foi derrotada por Brie. No dia 31 de outubro, Natalya uniu-se com Victoria e Maryse contra McCool, Maria e Brie Bella, mas novamente perdeu. No SmackDown de 7 se setembro, Natalya acompanhada de Victoria foi derrotada por Brie, após o combate, foi revelado que Brie tinha uma gêmea, onde as duas atacaram Natalye e Victoria. Em 21 de novembro no SmackDown, Natalya se juntou com Victoria contra The Bella Twins (Nikki Bella e Brie Bella) que as derrotaram. No SmackDown de 28 de setembro, Natalya novamente se uniu com Victoria e Maryse dessa vez contra Michelle McCool e The Bella Twins, onde ganharam após Maryse pinar McCool. Em 12 de dezembro no SmackDown, Natalya fez uma parceria com Maryse contra as gêmeas, mas foram derrotadas. Em 23 de janeiro no SmackDown, Natalya em parceria com Michelle McCool iriam enfrentar The Bella Twins, mas a competição acabou em desqualificação após Maria atacar McCool durante a match.

#### The Hart Dynasty e Divas Champion (2009–2011)

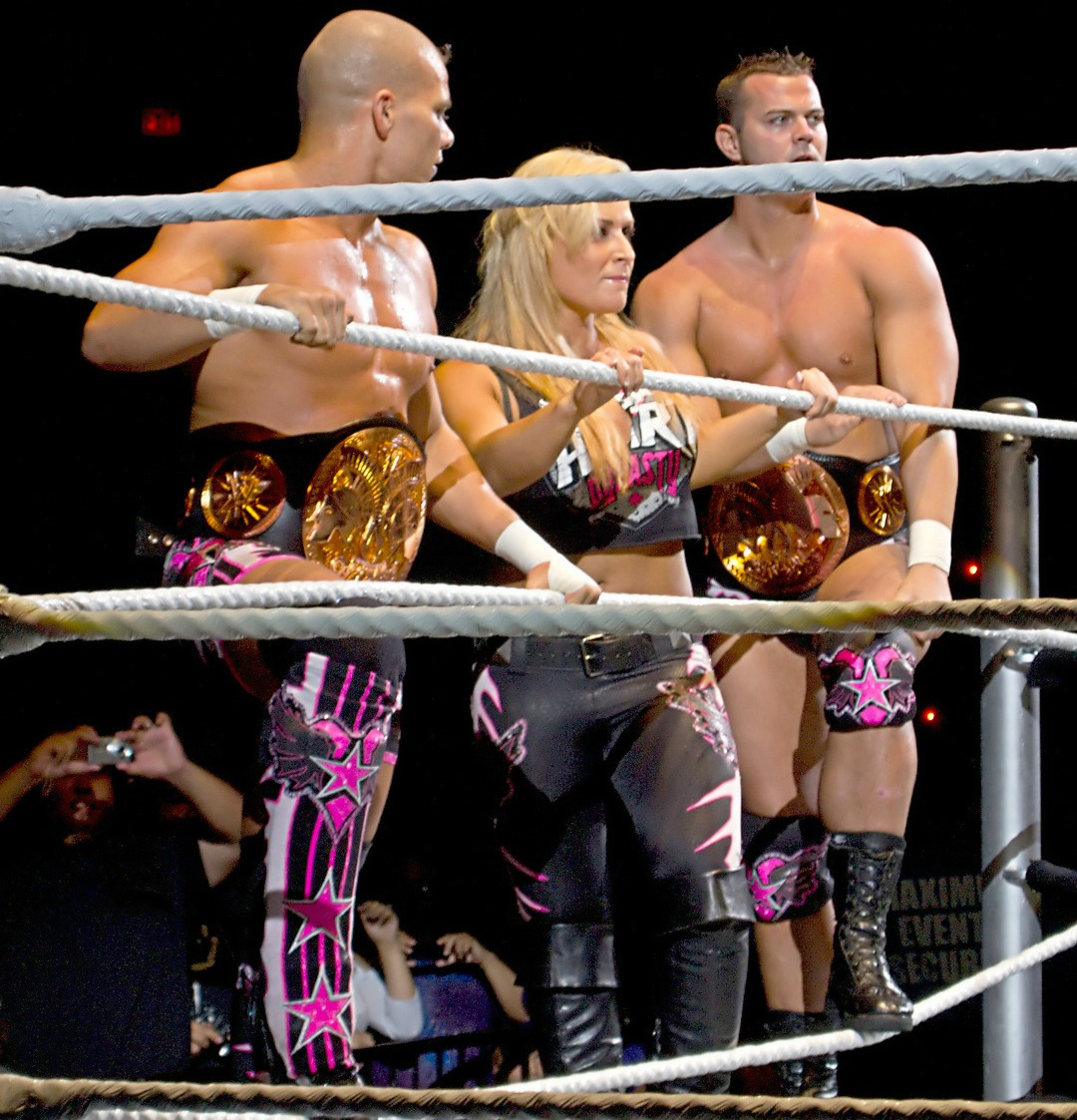
Natalya (centro) com os outros membros da The Hart Dynasty, Tyson Kidd (esquerda) e David Hart Smith.

Embora ainda sendo membra da brand SmackDown, ela fez sua estreia na brand ECW através de um acordo de troca de talentos, em 20 de fevereiro de 2009, tornando-se assim manager de Tyson Kidd. Em seu debut no ringue da ECW em 3 de Março, Natalya derrotou Alicia Fox. Em 5 de abril, Neidhart competiu na WrestleMania XXV numa battle royal que foi vencida por Santina Marella. No dia 15 de abril Natalya foi oficialmente confirmada como membra da ECW depois de ser enviada pelo Draft Suplementar. Em 13 de maio, Kidd e Natalya se juntaram com seu primo na vida-real David Hart Smith, formando a The Hart Dynasty, apesar de ser chamada originalmente de The Hart Trilogy.
Em 29 de Junho, Natalya foi enviada de volta ao SmackDown junto com os outros membros da The Hart Dynasty. Sua primeira match após seu retorno a brand ocorreu em 17 de julho, quando a The Hart Dynasty venceu a Cryme Tyme (JTG e Shad Gaspard) e Eve Torres. Natalya, Kidd e Smith passaram a rivalizar com Torres e Cryme Tyme, com Natalya também enfrentando Eve em singles matches e tag team matches envolvendo outras divas. Natalya, junto com Michelle McCool e Beth Phoenix representaram a brad SmackDown no Bragging Rights em outubro, onde derrotaram Melina, Kelly Kelly e Gail Kim que representavam a brand Raw. Em 4 de dezembro, Natalya perdeu uma triple threat match para determinar a concorrente ao WWE Women's Championship (1956–2010) após ser pinada por Mickie James, onde no combate também envolvia Beth Phoenix.

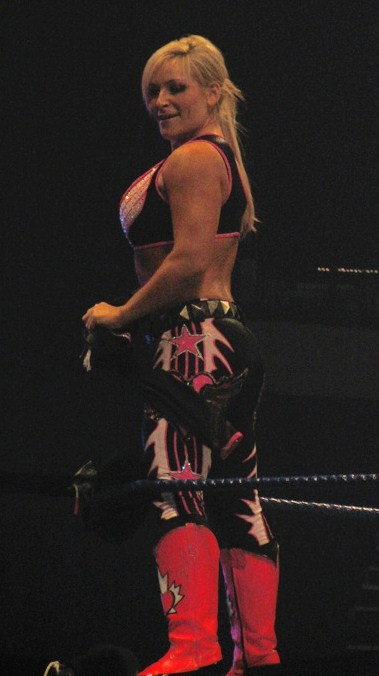
Natalya em um evento ao vivo do SmackDown em agosto de 2010.

Natalya junto com os outros membros da Hart Dynasty apareceram na WrestleMania XXVI ajudando seu tio Bret Hart durante seu combate contra Vince McMahon, fazendo-os ter um face turn. Em 26 de Abril, The Hart Dynasty venceu The Miz e Big Show para se tornarem os novos Unified Tag Team Championship. No dia seguinte, como parte do WWE Draft Supplemental de 2010, Natalya foi enviada para o Raw, junto com Kidd e Smith. No dia 24 de maio durante o Raw, os três membros da Hart Dynasty foram atacados por The Usos (Jimmy e Jey) com Tamina, que estavam fazendo sua estreia. Isso provocou uma feud entre os trios, com a The Hart Dynasty atacando Usos e Tamina na semana seguinte numa retaliação. No Fatal 4-Way em junho, Natalya e The Hart Dynasty derrotaram Tamina e The Usos em uma six-person mixed tag team match, quando Natalya pinou Tamina após um discus clothesline. No próximo pay-per-view, Money in the Bank, Natalya ajudou a The Hart Dynasty a reter seu championship contra The Usos, atacando Tamina que estava interferindo no combate, acabando com a feud. Em setembro, no Night of Champions, The Hart Dynasty perdeu o Tag Team Championship em uma Tag Team Turmoil match.
Em 27 de setembro no Raw, Natalya venceu uma battle royal para se tornar a contender ao WWE Unified Divas Championship, onde então começou uma feud com a sel-professed co-Divas Champions LayCool (Michelle McCool e Layla). Em 1 de outubro no SmackDown, Natalya em parceria com Kelly Kelly e The Bella Twins ganharam de LayCool, Alicia Fox e Maryse, após Natalya fazer Maryse efetuar tap out ao Sharpshooter. No Hell in a Cell em 3 de outubro, ela derrotou Michelle McCool por desqualificação após uma interferência de Layla, mas McCool reteve o título. Ela recebeu uma outra oportunidade de lutar pelo título três semanas depois no Bragging Rights, mas perdeu para Layla após uma interferência de Michelle. No Raw de 1 de novembro, ela mais uma vez se tornou a concorrente ao Unified Divas Championship depois de derrotar Michelle em uma non-title match. The Harty Dynasty terminou em 15 de novembro, depois de semanas de tensão entre o grupo, após Kidd atacar Smith.
No Survivor Series em novembro, Natalya conseguiu derrotar LayCool em uma two-on-one handicap match para se tornar a nova WWE Divas Champion pela primeira vez. Depois do combate ela foi atacada por Lay-Cool até que Beth Phoenix fez seu retorno aos ringues salvando-a da dupla, formando então uma aliança entre ambas. No TLC: Tables, Ladders & Chairs em dezembro, Natalya e Phoenix derrotaram LayCool na primeira Divas Tag Team Tabbles match na história da WWE.
Em 20 de dezembro no Raw, Melina se tornou a contender ao WWE Divas Championship após derrotar Eve Torres e Alicia Fox. Depois do combate Natalya foi ao ringue cumprimentá-la, mas Melina lhe atacou, entrando num processo de heel turn. Quando as duis lutaram pelo WWE Divas Championship em 24 de janeiro no Raw, Natalya se saiu vitoriosa. Natalya esteva programada para defender seu título contra LayCool em um two-on-one handicap match no Royal Rumble, mas o combate foi mudado para uma fatal four-way envolvendo Eve, que conseguiu pinar Layla para ser a nova Divas Champion. Em fevereiro no dia 14 durante o Raw, Natalya falhou ao tentar recuperar o título de Eve em uma lumberjills match.

#### The Divas of Doom (2011–2012)
Em 26 de Abril, Natalya foi convocada de volta para a brand SmackDown como parte do draft suplementar de 2011. Em sua primeira match de retorno a brand, ela foi derrotada pela então Divas Champion Brie Bella. Em maio, Natalya começou a atuar como mentor das Chickbusters (AJ Lee e Kaitlyn), dando-lhes conselhos e servindo cmo manager durante suas matches. Natalya e as Chickbusters rivalizaram com Alicia Fox, Tamina e Rosa Mendes durante meados de 2011.

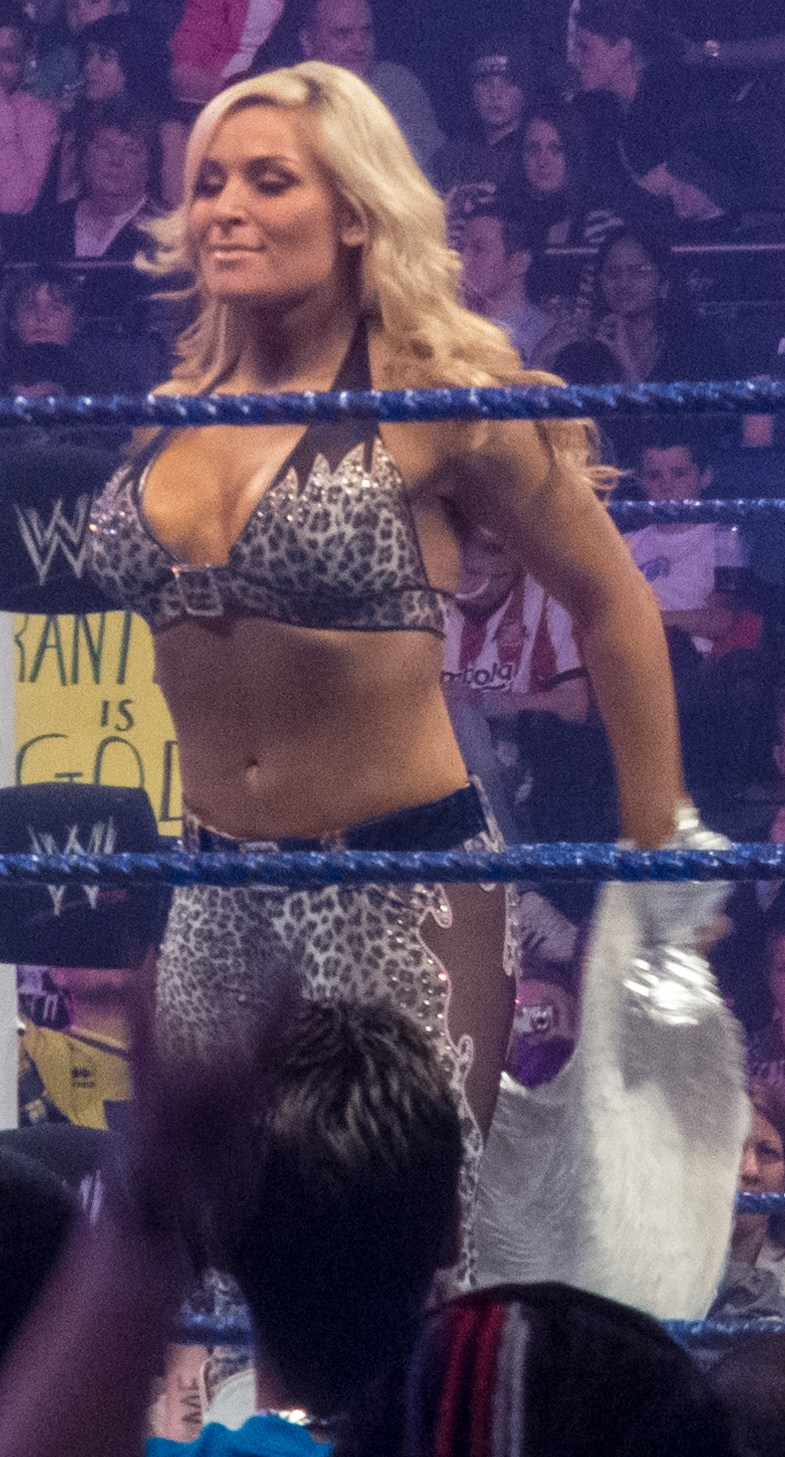
Natalya em um evento do SmackDown em abril de 2012.

Em 1 de Agosto no Raw, Natalya comeptiu em uma battle royal para determinar a contender ao Divas Championship de Kelly Kelly no SummerSlam, que foi vencido por Beth Phoenix, que após o combate atacou Kelly afirmando o fim dos dias das "barbies" na empresa. Quatro dias depois no SmackDown, Natalya enfrentou a sua protegida AJ Lee onde a venceu e em seguida lhe atacou, tornando-se uma heel ao se unir com Beth e formar as "The Divas of Doom" em 12 de agosto no SmackDown, ao derrotar as Chickbusters, continuando um ataque após a match. As duas começaram então uma feud com Alicia Fox, Eve Torres e Kelly Kelly, onde no dia 30 de agosto elas derrotaram Fox e Kelly no SuperSmackDown. Em 2 de outubro no Hell in a Cell, Natalya ajudou Phoenix a derrotar Kelly para ganhar pela primeira vez o WWE Divas Championship, depois de Natalya atacar Kelly lhe acertando um microfone em sua cabeça. Em 17 de outubro no Raw, Natalya foi acompanhada por Phoenix durante uma partida contra Eve que estava com Kelly, mas perdeu. No Survivor Series, Natalya acompanhou Beth Phoenix em uma Lumberjills Match pelo Divas Championship, onde Beth se saiu vitoriosa. Em 29 de janeiro de 2012, no Royal Rumble, The Divas of Doom e The Bella Twins venceram Alicia Fox, Eve Torres, Kelly Kelly e Tamina Snuka em uma tag team match. Natalya e Phoenix então terminaram sua aliança após Natalya turnar para tweener, em 22 de março no SmackDown!, Natalya fez uma parceria não bem sucedida com Tamina contra Eve e Phoenix.
Em abril, Natalya começou a aparecer ocasionalmente no NXT Redemption, derrotando a sua antiga amiga Kaitlyn via submissão com seu antigo aliado Tyson Kidd na mesa de comentaristas. Em 25 de abril no NXT Redemption, Natalya começou uma rivalidade com Kaitlyn quando pensou que Kaitlyn estava flertando Kidd, os levando a uma tag team match onde Natalya e Maxine perderam para Kaitlyn e Tamina Snuka. Em 13 de junho novamente no NXT Redemption, Natalya teve um combate direto com Kaitlyn, no qual não obteve sucesso. Em 12 de julho no WWE Superstars, Natalya se reuniu com Beth Phoenix em um combate contra Kaitlyn e Alicia Fox, mas Kaitlyn conseguiu a vitória para sua equipe após pinar Beth. No Money in the Bank em 15 de julho, Natalya se uniu com Beth Phoenix e Eve Torres contra Kaitlyn, Tamina Snuka e a WWE Divas Champion Layla, mas sairam perdedoras. No Raw em 20 de agosto ela competiu em uma battle royal para determinar a oponente de Layla pelo Divas Championship, mas foi eliminada por Tamina Snuka. A rivalidade entre Kaitlyn e Natalya veio acabar em 31 de agosto no SmackDown, onde Kaitlyn venceu Natalya em uma singles match.

#### Alliança com The Great Khali (2012–2013)
Em 2 de novembro no SmackDown, Natalya apareceu nos bastidores assistindo The Great Khali derrotar David Otunga em seu retorno, e depois agradou Khali por ter derrotado Otunga, iniciando uma relação entre os dois, fazendo Natalya ter um face turn. Em 6 de dezembro no WWE Superstars, Rosa Mendes atacou Hornswoggle com um buquê de flores que ele havia lhe dado no Raw do mês anterior, mas Natalya atacou Rosa para salvar Hornswoggle. Em 7 de dezembro no SmackDown, Natalya acompanhou Khali e Hornswoggle em sua vitória sobre Primo e Epico. Durante o combate, Natalya mais uma vez atacou Mendes. Durante o pré-show do pay-per-view TLC: Tables, Ladders & Chairs, Natalya participou de uma "Santa's Little Helpers' battle royal que foi vencida por Naomi. Em 4 de janeiro no SmackDown, Natalya se uniu com Khali e Hornswoggle derrotando Mendes, Epico e Primo numa mixed-tag-team match. Em 25 de janeiro novamente no SmackDown, Natalya derrotou Mendes em uma singles match via submissão após Mendes se distrair com Hornswoggle.

#### Total Divas(2013-Presente)
Em abril, Natalya se envolveu na storyline onde tentava ajudar a Divas Champion Kaitlyn a encontrar seu admirador secreto, usando Khali para lhe ajudar na busca. Em 27 de maio no Raw em sua cidade natalya, Calgary, Alberta, Canadá, Natalya se uniu com Kaitlyn em uma match contra The Bella Twins, mas foram derrotadas após Brie pinar Natalya que havia recebido sem querer um Spear de Kaitlyn. Natalya enfrentou a Divas Champion AJ Lee devido sua antipatia dos últimos atos de humilhação contra Kaitlyn e seu desrespeito com toda divisão feminina em 21 de junho no SmackDown, onde Lee saiu vitória após lhe aplicar um Black Widow. Natalya mais uma vez enfrentou AJ Lee em uma partida que não valia o título em 28 de junho no SmackDown, onde Natalya saiu vitoriosa após Kaitlyn distrair AJ.
Após a estreia do Total Divas, Natalya começou uma feud com Bella Twins em 29 de julho no Raw, depois de que elas se achavam as estrelhas das Divas Division e Natalya de "patinho feio". Mais tarde naquela noite, Natalya enfrentou Brie Bella, mas perdeu após ser distraída por Nikki. Em 12 de agosto no Raw, Natalya e Khali derrotaram AJ Lee e Big E Langston, onde Natalya fez AJ efetuar tap out. Seis dias depois no SummerSlam, Natalya com Funkadactyls (Cameron e Naomi) venceu Brie Bella (Com Nikki Bella e Eva Marie) via submissão. Em 2 de agosto no Raw, Natalya enfrentou Naomi e Brie Bella em uma triple threat match para determinar a oponente de AJ no Night Of Champions, mas AJ interferiu na match, fazendo-a não ter fim após as três competidas lhe atacar. Mais tarde naquela noite nos bastidores foi anunciado por Stephanie McMahon que no pay-per-view as quatro se enfrentariam numa fatal-four way pelo título. No Night of Champions, Natalya não teve sucesso em ganhar o título, depois de ser forçada a desistir par o Black Widow de AJ. Em 7 de outubro no Raw, Natalya se uniu com as estreantes divas JoJo e Eva Marie em um esforço vitorioso contra Alicia Fox, Rosa Mendes e Aksana em uma six-divas tag team. No SmackDown de 11 de outubro, Natalya se uniu com Kaitlyn e Eva Marie perdendo contra Funkadactyls (Cameron e Naomi) e Brie Bella, com Naomi realizando pinfall em Kaitlyn.
Ao lado de seu antigo aliado The Great Khali, ela entrou em uma rivalidade com Fandango e Summer Rae, levando a uma mixed-tag team match entre as duas duplas no Hell in a Cell, onde ela e Khali perderam. No entanto na noite seguinte no Raw, ela derrotou Summer Rae e uma singles match. Em 4 de novembro em uma edição do SmackDown, ela junto com The Bella Twins derrotaram a WWE Divas Champion AJ, Tamina Snuka e Alicia Fox com ela forçando AJ a submeter ao Sharpshooter. Em 4 de novembro no episódio do Raw, Natalya continuou sua série de vitória, em parceria com seu marido Tysson Kidd derrotando Fandango e Summer Rae. Em 13 de novembro no WWE Main Event, Natalya desafiou a WWE Divas Champion AJ Lee pelo título, conseguindo a vitória por desqualificação depois de Tamina Snuka interferir. Ela ganhou uma revanche contra Tamina a derrotando em 15 de novembro no SmackDown.
Em 19 de novembro na edição Country do Raw, Natalya e outras divas competiram em uma competição de dança das cadeiras, que terminou em no-contest devido a uma briga. Mais tarde naquela noite, foi anunciado que Natalya estaria junto com as outras participantes do Total Divas no pay-per-view Survivor Series em uma tradicional survivor series elimination tag team match contra Alicia Fox, Aksana, Kaitlyn, Rosa Mendes, Summer Rae, Tamina Snuka e Divas Champion AJ Lee. Em 20 de novem no Main Event, Natalya junto com as outras integrantes do Total Divas acompanharam Naomi que perdeu contra Tamina Snuka. No pay-per-view, Natalya foi a única sobrevivende de sua equipe ao lado de Nikki Bella, eliminando tanto Tamina Snuka como AJ Lee.

## Outras mídias
Em maio de 2013, a WWE anunciou uma parceria com a E! em um novo reality show intitulado Total Divas. Neidhart foi uma das estrelas do show ao lado das The Funkadactyls (Cameron e Naomi), The Bella Twins (Brie e Nikki), e as divas estreantes Eva Marie e JoJo Offerman. O primeiro episódio da série estreou 28 de julho de 2013 ao domingo. Ele vai ao ar todos os domingos às 22hrs.
| Televisão     | Televisão   | Televisão | Televisão        |
| Ano           | Título      | Papel     | Notas            |
| ------------- | ----------- | --------- | ---------------- |
| 2013–presente | Total Divas | Ela mesma | Elenco principal |

## Vida pessoal
Neidhart é filha do lutador Jim Neidhart e de Ellie Hart, esta filha de Stu Hart (sendo, portanto, sobrinha do lendário Bret "Hitman" Hart, fazendo dela uma lutadora de terceira geração. Ela possui duas irmãs: a mais velha, Jennifer, uma chefe e fornecedora de restaurantes, e uma irmã mais jovem, Kristen, apelidada de "Muffy". Nattie cita seu avô Stu como a sua principal inspiração, dentro e fora dos ringues. Como membro da família Hart, ela é prima de David Hart Smith e de Teddy Hart, que também atuam como lutadores profissionais.
Natalya se graduou no colégio Bishop Carroll High School em Calgary, Alberta, em 2000. Ela possui uma casa nesta cidade, porém atualmente reside em Tampa, Flórida. Neidhart é treinada em Jiu-Jitsu.
Neidhart é casada com T.J. Wilson (nome de ringue Tyson Kidd), em junho de 2013, com quem ela estava namorando e vivendo desde novembro de 2001. O casal teve um gato chamado "Gismo" que morreu no BluePearl Partners em Tampa em 18 se setembro de 2013.

## No wrestling

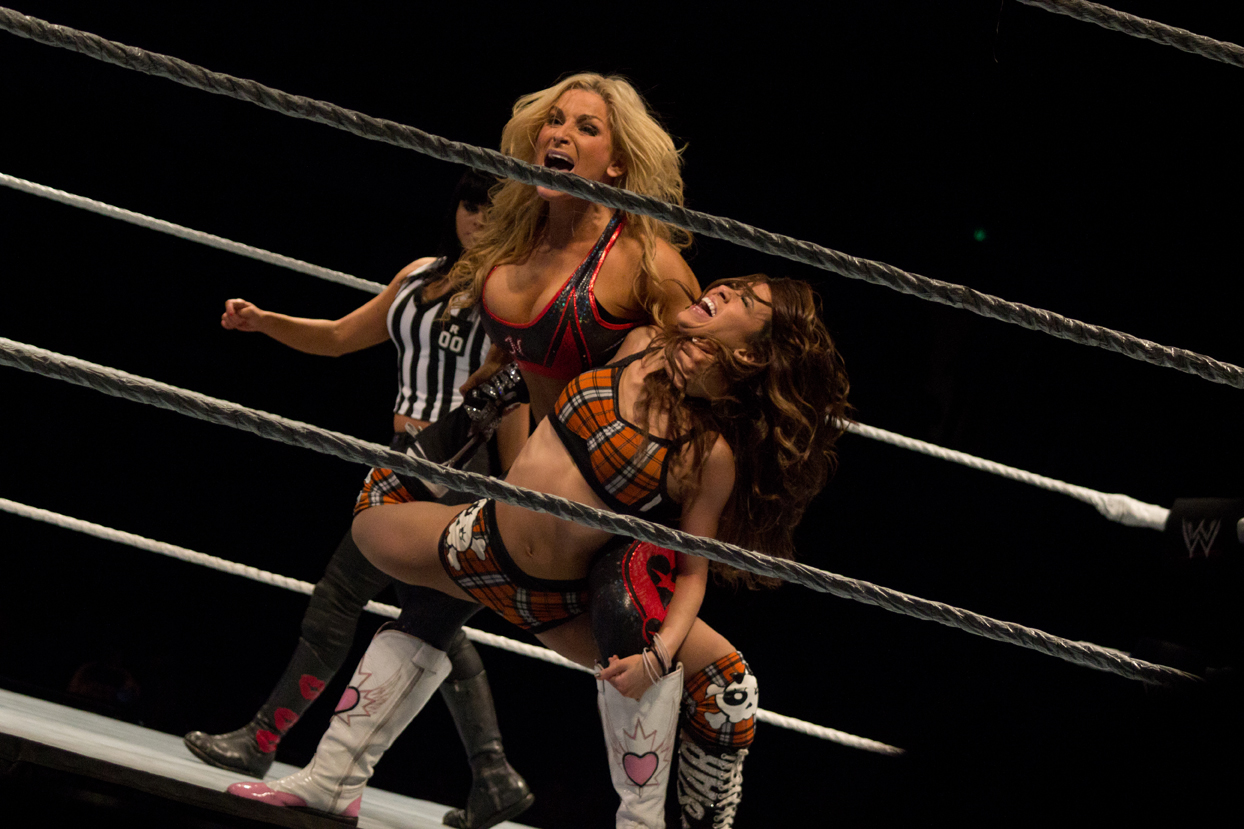
Natalya aplicando um abdominal stretch em AJ.

- Movimentos de finalização
  - Bridging German suplex[2] (NWA / FCW) — 2006–2008
  - Nattie by Nature[1] (Discus clothesline)[1][117] — 2009–2010; utilizado posteriormente como signature
  - Sharpshooter,[1][35] algumas vezes como bridging[118][119] — 2008–presente; adaptado de seu tio[120]
- Signature moves
  - Headspring kip-up[1][118]
  - Michinoku driver II[1][121]
  - Múltiplos suplex variados
    - Belly to back[1][122][123]
    - Delayed vertical[1][122][124][125]
    - Double underhook[1][126][127]
    - Snap[1][128]
    - Wheelbarrow[1][129]

  - Pin-Up Strong[130] (Modified inverted surfboard com um  double wrist lock)[130]
  - Powerslam[1][131]
  - Rear naked choke[1][121]
  - Surfboard stretch[1][124][132]
  - Spinning powerbomb — usado como finisher em 2007–2008
  - Wrenching abdominal stretch, as vezes transitado para um chin lock[122][133][134]
- Com Beth Phoenix
  - Aided corner clothesline[83][135]
  - Double delayed vertical suplex
  - Double mat slam[136]
  - Double military press[137]
  - Double russian legsweep
  - Double wheelbarrow suplex
  - Wishbone[135]
- Managers
  - The Bag Lady[138]
  - Victoria[1]
  - Rosa Mendes
  - The Hart Dynasty (Tyson Kidd e David Hart Smith)
  - Beth Phoenix[1][139]
  - Eva Marie
- Lutadores gerenciados
  - Victoria[1][140]
  - The Hart Dynasty (Tyson Kidd e David Hart Smith)[1][10][32]
  - Kelly Kelly[1][141][142][143]
  - The Chickbusters (AJ e Kaitlyn)[1][69]
  - Beth Phoenix[1][144]
  - The Great Khali[145]
  - Hornswoggle[145]
  - Cesaro
  - Tyson Kidd
- Alcunhas
  - "The Anvillette"[146]
  - "Nattie by Nature"[1][117]
  - "Heartless Foundation" — com Maryse (posto por Jim Ross)[147]
  - "The Fiery Third-Generation Diva"[4]
  - "The Queen of Harts"[148]
  - "The Dungeon Diva"[9]
- Temas de entrada
  - "Cool Tweak" por Bryan New (25 de Abril de 2008–6 de Junho de 2008)
  - "Yeah Baby" por Jim Johnston (20 de Julho de 2008–5 de Maio de 2009)[149]
  - "New Foundation" por Jim Johnston (12 de Maio de 2009–presente)[150]

## Títulos e prêmios

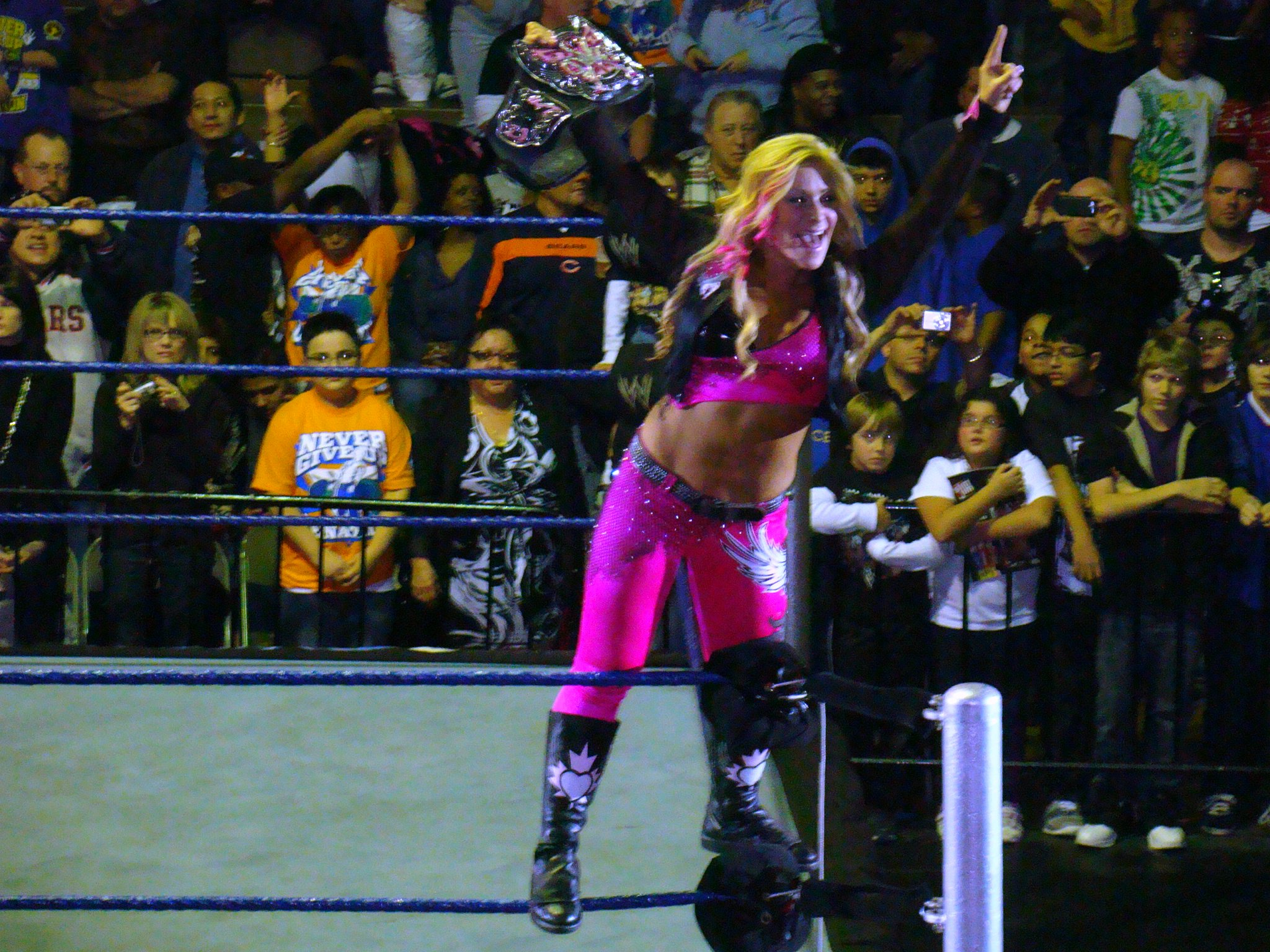
Natalya como Divas Champion.

- NWA: Extreme Canadian Championship Wrestling
  - SuperGirls Championship (1 vez)[6]
- Pro Wrestling Illustrated
  - PWI a colocou como 4ª das 50 melhores wrestlers  femininas durante a PWI Female 50 de 2011.[151]
- Stampede Wrestling
  - Stampede Women's Pacific Championship (2 vezes)[12]
  - Lutadora Feminina do Ano (2005)[2]
- World Wrestling Entertainment
  - WWE Divas Championship (1 vez)[8]
  - WWE SmackDown Women's Championship (1 vez)[152]
  -  WWE Women's Tag Team Championship (1 vez)